# Louise Jopling
Louise Jane Goode Romer Jopling Rowe (Manchester, 16 novembre 1843 – 19 novembre 1933) è stata una pittrice e poetessa inglese.

## Biografia
Nacque con il nome di Louise Jane Goode. Scrittrice, pittrice, attrice, una delle più versatili artiste dell'epoca vittoriana. A diciassette anni si sposò con il funzionario Frank Romer. Dopo il 1860 studiò a Parigi con Charles Joshua Chaplin e Alfred Stevens. Nel 1874, vedova, si sposò con Joseph Middleton Jopling. Nel 1884 muore il secondo marito. Nel 1887 si sposa per la terza volta con l'avvocato George W. Rowe. 

### L'incontro con Oscar Wilde
Quando Oscar Wilde si trovava a Londra conobbe la Jopling, e partecipò ai suoi incontri dove celebri erano i suoi battibecchi con James Abbott McNeill Whistler. 

## Opere
Il suo quadro "Five O'Clock Tea" il Tè delle 5 del pomeriggio fu venduto per 400₤ nel 1874. Ha partecipato a mostre internazionali come quella a Filadelfia del 1876, e Parigi del 1878
Per quanto riguarda l'attività di scrittrice ha pubblicato un libro che parlava di arte, e un'autobiografia, Twenty Years of My Life. ma anche molti versi di poesia.
Lei è stata coinvolta anche in altre attività, molto impegnata nella causa del femminismo.